# Province de Reggio de Calabre
La province de Reggio de Calabre est une ancienne province italienne, dans la région de Calabre, dont la capitale était Reggio de Calabre. En juin 2016, elle est remplacée par la ville métropolitaine de Reggio de Calabre dans des limites identiques.

## Géographie
La province de Reggio de Calabre est la plus méridionale de l'Italie continentale. Avec un demi-million d'habitants pour 3 200 km2, cette province est la plus densément peuplée de la région, mais aussi la plus pauvre d'Italie. Le chef-lieu, Reggio de Calabre, comprend 185 000 habitants. Le Traghetto (ferry) de Villa San Giovanni, au nord de Reggio, relie facilement la péninsule au port de Messine (Sicile), situé à environ six kilomètres. 
Au centre de la province de Reggio de Calabre se trouve le massif montagneux de l'Aspromonte. Autour de celles-ci, la province est divisée en cinq régions traditionnelles :
- La Locride à l'est.
- La Bovesia au sud et sud-est.
- L'Aire métropolitaine de Reggio de Calabre au sud-ouest.
- La Costa Viola au sud-ouest (juste au-dessus de l'aire métropolitaine de Reggio de Calabre).
- La Plaine de Gioia Tauro à l'ouest

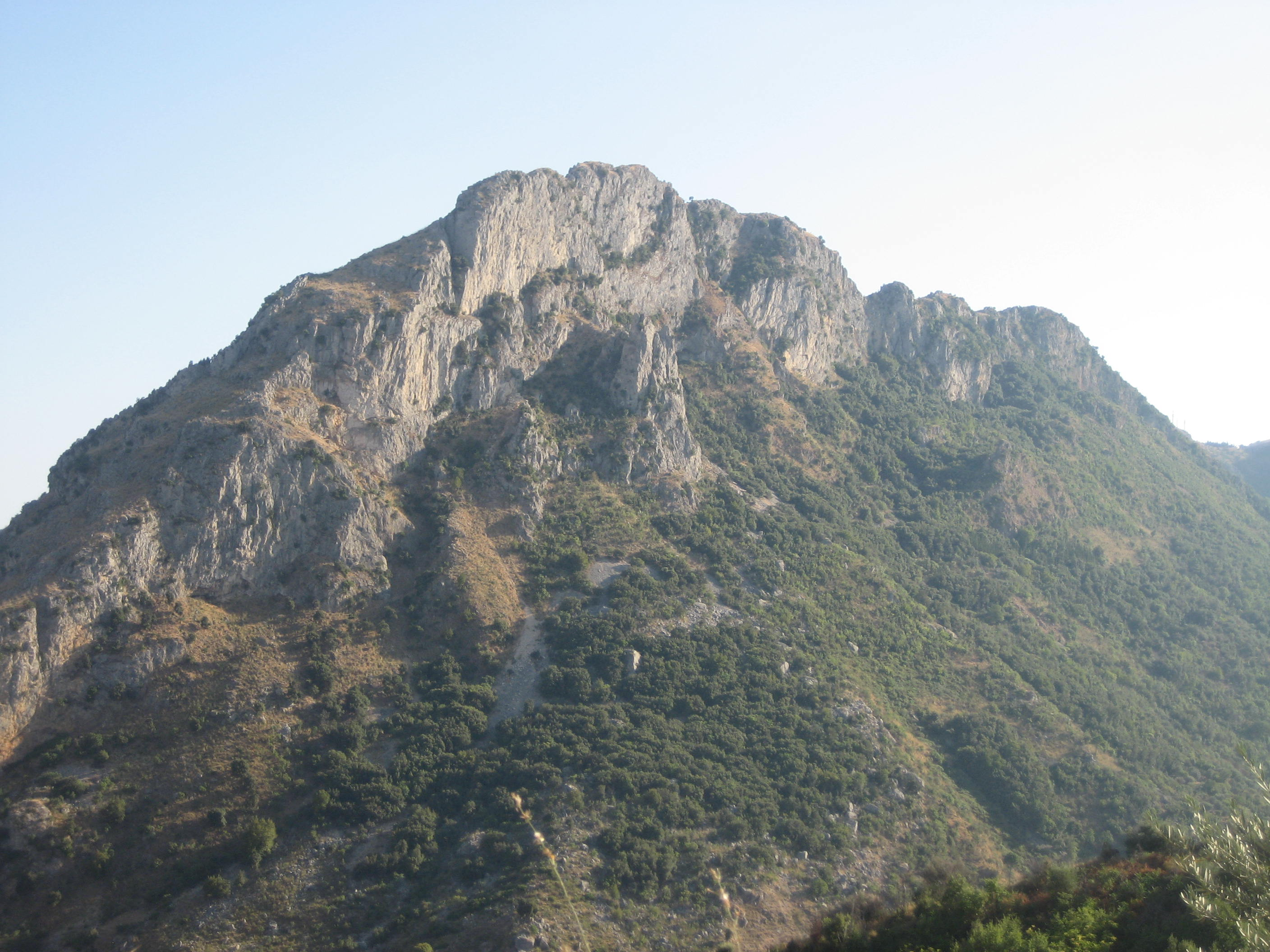
Le Mont Consolino dans l'Aspromonte.
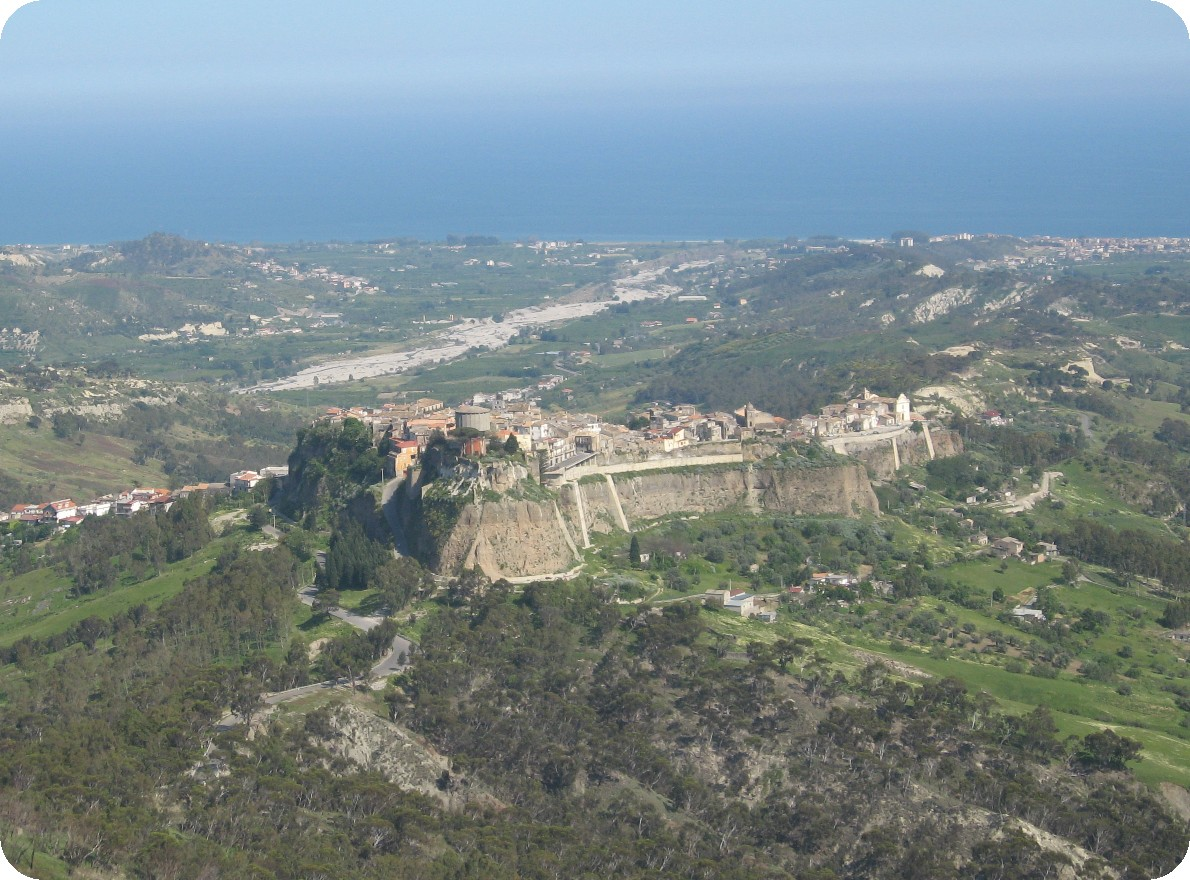
Paysage de la Locride depuis Caulonia.
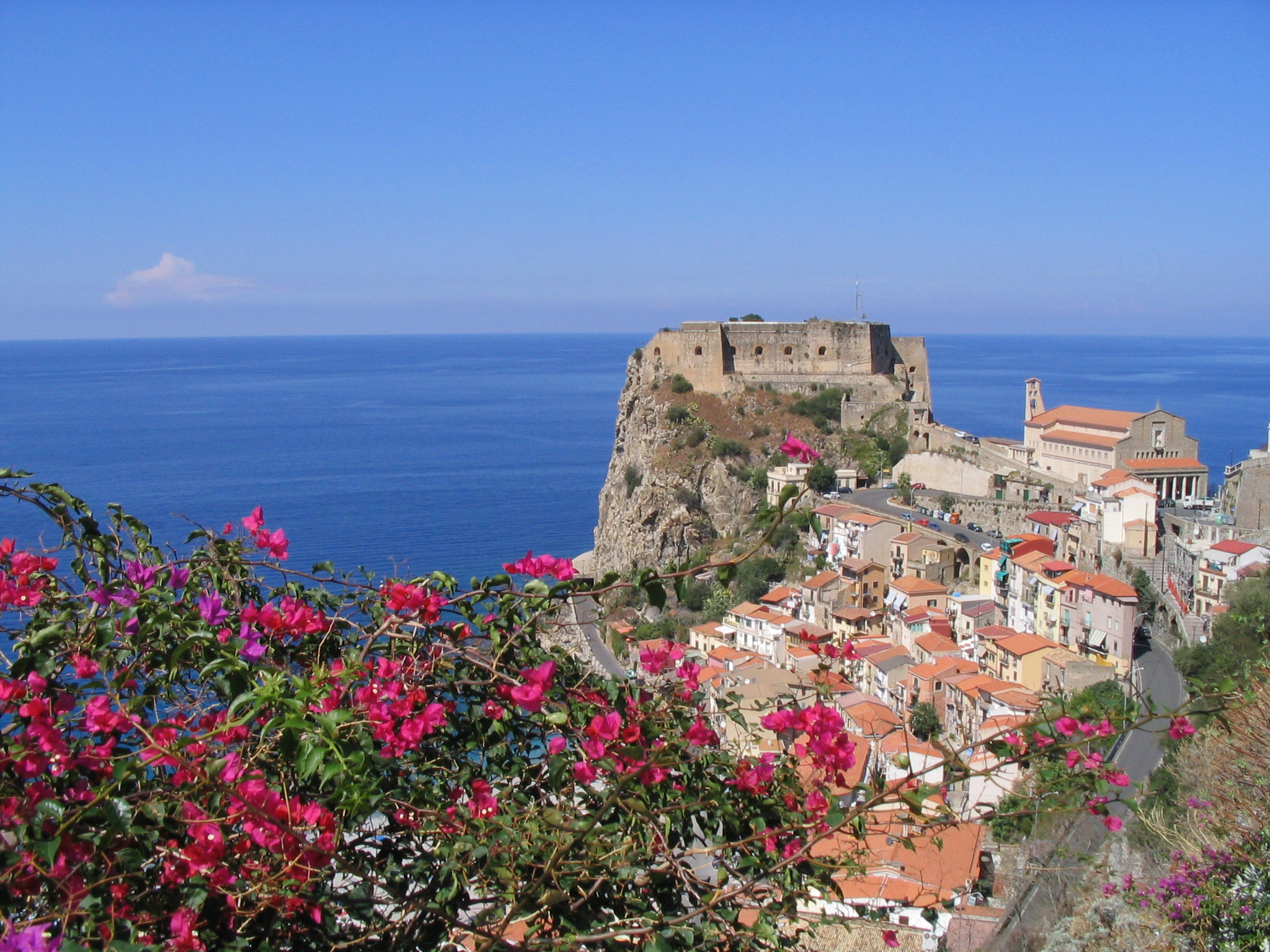
Scilla, sur la Costa Viola.

## Histoire

### Une cité d'origine grecque
Dans la seconde moitié du VIIIe siècle av. J.-C. les réfugiés en provenance de Messénie se joignirent aux habitants de la région déjà peuplée par les Calcides. Ils font de la ville de Rhegion et de ses alentours, un centre économique et culturel des plus importants du bassin méditerranéen. Arrivèrent par la suite beaucoup de peuples issus de la Grèce, qu'ils abandonnèrent car trop petite et isolée. Ils trouvèrent dans cette région de l'Italie des terres et une topographie similaire à ce qu'ils connurent. Ces peuples ont alors commencés à influencer fortement l'Italie méridionale en apportant leur riche culture. Cela fut tellement marqué que cette région est encore aujourd'hui appelée la Magna Grecia, la Grande Grèce.
Jusqu’au Ve siècle av. J.-C., la région prospéra sous la domination aristocratique tempérée par une constitution héritée de Caronda (homme politique originaire de Sicile). La cité et sa région connurent quelques guerres intestines mais réussirent à s’étendre jusqu’aux frontières de Locri. Compte tenu de sa position géographique, la région était considérée comme un endroit stratégique et aux croisements des voies de communication et de navigation.

### Anassilao le tyran
Au Ve siècle av. J.-C. la Grèce tomba sous la domination perse. L'Italie du sud était aussi déchirée par la lutte entre les Étrusques (nord de l'Italie) et les Cumains (qui régnaient sur la Campanie). Rhegion passa sous domination d'Anassilao en 494 av. J.C. Le tyran profita des confusions politiques liées aux tensions pour mettre fin à l'époque oligarchique. Il réussit non seulement à freiner l'expansion étrusque mais à mettre la main sur les deux rives de cette région de la péninsule.
Afin de consolider son pouvoir, Anassilao, s'allia avec un autre tyran, Gelone de Syracuse. Le mariage entre Gerone, frère de Gelone et la fille d'Anassilao fut la conclusion de cette alliance.
Après la mort d'Anassilao en 476 av. J.C., la région est gouvernée par ses fils dont Micito. Celui-ci s'allie à Tarente. La région subit quand même une grave défaite et en 461 av. J.C, les fils d'Anassilao furent chassés.

### La domination romaine
Durant la guerre du Péloponnèse, Rhegio, alliée d'Athènes, dut gérer ses conflits avec Locri, alliée de Sparte et Syracuse (gouvernée par le tyran Dionisio). Durement défaite et affamée par un siège de 11 mois, Rhegio capitula et fut entièrement détruite par l'armée de Dionisio en 386 av. J.C. Elle fut reconstruite et rebaptisée Febéa. En 280, le roi d'Épire Pirro, fort de sa domination sur la région et hostile aux Carthaginois, demanda la protection de Rome.
Rome répondit par l'envoi de 4 000 soldats originaires de Campanie. Ceux-ci, amers des défaites du passé, dévastèrent la région puis en prirent possession. Les Romains reprennent Rhegio aux soldats et, compte tenu des massacres et de la faible présence des populations d'origine grecque, y établissent la présence latine. Febéa devient Rhegium puis Rhegium Iulium sous Auguste. Malgré une romanisation importante, Rome conserva le caractère grec de la région. 

### L'invasion barbare
Au Ve siècle ap. J.-C. Alaric s'empare de la province romaine. Il la dévaste complètement.
Rhégium devint un siège épiscopal important.

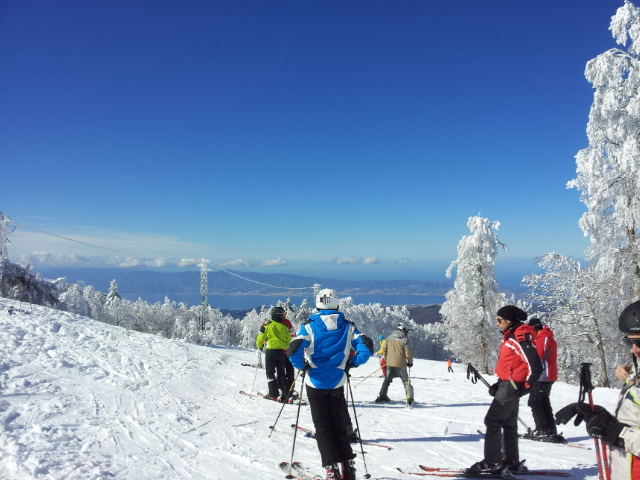
La station de sports d'hiver de Gambarie se montre sur le détroit de Messine.

Au Xe siècle, la région passe sous domination sarrasine puis byzantine. Robert Guiscard, le Normand, devint maître de la région en 1059. La province devint alors le pont pour la conquête de la Sicile. Elle resta sous influence sicilienne. Se succédèrent les Aragonais puis les Angevins. Les Normands construisent de nombreux châteaux forts pour protéger les populations des attaques sarrasines. Le port de Reggio fut attaqué en particulier par Barberousse, Mustafà, Dragut, Sinan Cicala qui incendièrent, massacrèrent les populations et pillèrent la ville de Reggio.

### La reconstruction

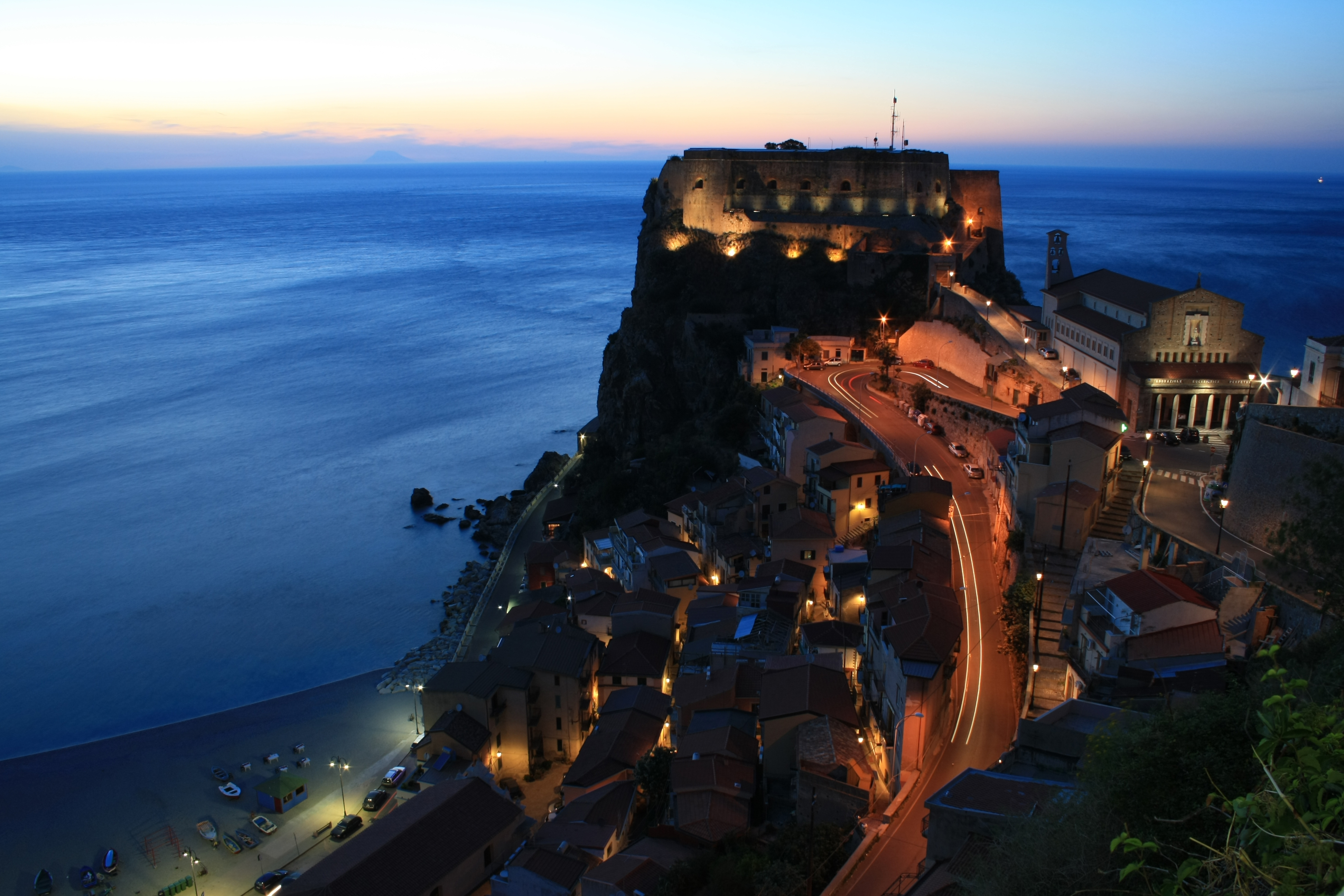
Scilla

En 1783, Reggio fut détruite par un violent tremblement de terre suivi d'un puissant raz-de-marée.
Elle fut reconstruite par l'ingénieur G. B. Mori pour résister à d'autres destructions naturelles.
En 1808 elle fut occupée par le général français Reynier puis par le général Oudinot sous le règne de Napoléon Bonaparte.
Garibaldi chasse les Bourbons le 20 août 1860 après avoir conquis la Sicile.
Le 28 décembre 1908, un tremblement de terre et un raz-de-marée d’une puissance supérieure à ce qui avait été connu détruit le détroit et ses villes. La ville de Reggio est reconstruite avec ses rues droites à l'américaine.